# 2024년 하계 올림픽 아랍에미리트 선수단
2024년 하계 올림픽 아랍에미리트 선수단은 2024년 7월 26일부터 8월 11일까지 프랑스 파리에서 열린 2024년 하계 올림픽에 참가한 올림픽 아랍에미리트 선수단이다.
아랍에미리트는 파리 올림픽에 참가하면서 연속으로 11번째 하계 올림픽에 출전했다.

## 출전 선수
| 종목   | 남자 | 여자 | 전체 |
| ------ | ---- | ---- | ---- |
| 사이클 | 0    | 1    | 1    |
| 수영   | 1    | 1    | 2    |
| 승마   | 3    | 0    | 3    |
| 유도   | 5    | 1    | 6    |
| 육상   | 0    | 1    | 1    |
| 전체   | 9    | 4    | 13   |

## 메달 집계
| 종목 | 1 | 2 | 3 | 합계 |
| 종목 | ' | ' | ' | '    |
| 종목 | ' | ' | ' | '    |
| 종목 | ' | ' | ' | '    |
| 합계 | ' | ' | ' | '    |

## 같이 보기
- 2024년 하계 올림픽